# Verteilungsverfahren
Ein Verteilungsverfahren tritt in Deutschland kraft Gesetzes ein, wenn bei einer Zwangsvollstreckung in das bewegliche Vermögen ein Geldbetrag hinterlegt wird, der zur vollständigen Befriedigung der beteiligten Gläubiger nicht ausreicht (§§ 872 ff. ZPO). Grund für die Hinterlegung solcher Gelder ist meist, dass mehrere Pfändungs- und Überweisungsbeschlüsse ergangen sind und  der Drittschuldner sich nicht sicher ist, an welchen Pfändungsgläubiger er zu zahlen hat.
Das Amtsgericht als Vollstreckungsgericht fordert die Gläubiger zur Einreichung einer Forderungsberechnung auf, erstellt einen Teilungsplan und bestimmt einen Termin zur Erklärung über den Teilungsplan und zur Ausführung der Verteilung.
Der Teilungsplan wird ausgeführt, wenn ihm im Termin nicht widersprochen wird. Ein widersprechender Gläubiger muss innerhalb eines Monats nachweisen, dass er Widerspruchsklage erhoben hat. Der Teilungsplan wird sonst trotz des Widerspruchs ausgeführt.